# Carathis gortynoides
Carathis gortynoides là một loài bướm đêm thuộc họ Erebidae được Augustus Radcliffe Grote mô tả năm 1866. Loài này có ở Cuba.